# Caspar Kryzsch
Caspar Kryzsch (* 2004) ist ein deutscher Nachwuchsschauspieler.
Er spielt seit früher Kindheit Theater, anfangs im Potsdamer Kindermusiktheater Buntspecht, dann im Potsdamer Hans Otto Theater. Er trat mehrfach in Fernsehproduktionen auf und spielte in vier Kinofilmen, darunter der Produktion Burg Schreckenstein.

## Filmografie (Auswahl)
- 2016: Burg Schreckenstein (Kinofilm)
- 2017: Burg Schreckenstein 2 – Küssen (nicht) verboten
- 2018: Die drei !!! (Kinofilm)
- 2019: Sechs auf einen Streich – Die drei Königskinder (Fernsehfilm)